# Jiří Škoda
Jiří Škoda (* 27. März 1956 in Brno, Tschechoslowakei) ist ein ehemaliger tschechoslowakischer Radrennfahrer.

## Leben
Škoda hatte mit dem 2. Platz in der Steiermark-Rundfahrt 1976 seine erste vordere Platzierung in einem internationalen Rennen. Er gewann in seiner Karriere dreimal die Gesamtwertung der Slowakei-Rundfahrt (1976, 1980 und 1985), 1978 die Tour de Bohemia und zweimal den Giro delle Regioni (1984 und 1986). 1981 und 1983 wurde er tschechoslowakischer Straßenmeister. Zur Saisoneröffnung 1978 gewann er das Rennen Velká Bíteš–Brno–Velká Bíteš. 1979 war er in der Türkei-Rundfahrt erfolgreich und wurde Zweiter der Bulgarien-Rundfahrt.
1980 nahm Škoda an den Olympischen Spielen in Moskau teil. Im Mannschaftszeitfahren gewann er mit seinen Teamkollegen Michal Klasa, Vlastibor Konečný und Alipi Kostadinov die Bronzemedaille. Im olympischen Straßenrennen belegte er den 13. Platz. Ein Jahr später belegte er bei den Straßen-Weltmeisterschaften 1981 im 100-km-Mannschaftszeitfahren der Amateure erneut den dritten Platz.
Bei der Internationalen Friedensfahrt 1982 fuhr Škoda eine Etappe im Rosa Trikot des vielseitigsten Fahrers und zwei Etappen im Grünen Trikot des besten Bergfahrers. Am Ende der Rundfahrt belegte er den 21. Platz mit 4:44 Minuten Rückstand auf den Gesamtsieger Olaf Ludwig. Insgesamt fuhr Skoda die Friedensfahrt siebenmal und platzierte sich sechsmal unter den besten zehn Fahrern. Sein bestes Ergebnis im Gesamtklassement errang er bei seinem Debüt 1977 mit vierten Platz.
Bei der DDR-Rundfahrt des gleichen Jahres belegte er den dritten Platz in der Gesamtwertung.
Bei der Rheinland-Pfalz-Rundfahrt gewann Škoda 1983 und 1984 die Bergwertung.
1987 und 1988 fuhr Škoda für das italienische Profiteam Alfa Lum.

## Ehrungen
Škoda wurde 1980 Gewinner der jährlichen Umfrage zum Král cyklistiky (Radsportkönig) des Radsportverbandes Československý svaz cyklistiky.